# Colton Murray
Colton James Murray (né le 22 avril 1990 à Overland Park, Kansas, États-Unis) est un lanceur de relève droitier de la Ligue majeure de baseball.

## Carrière
Joueur des Jayhawks de l'université du Kansas, Colton Murray est repêché par les Phillies de Philadelphie au 13e tour de sélection en 2011. 
Il fait ses débuts dans le baseball majeur avec Philadelphie le 2 septembre 2015 contre les Mets de New York.